# Зволен
Зво́лен (словац. Zvolen, нім. Altsohl, угор. Zólyom) — місто у Банськобистрицькому краї центральної Словаччини. Адміністративний центр окресу Зволен.

## Географія
Місто розташоване на злитті річок Грон та Слатіна (водосховище Мотова) у підніжжя Явор'є та кремницьких Врхов; протікають річки Помясло; Секєр і Ковачовський потік.

## Клімат
| Кліматограма Зволена | Кліматограма Зволена | Кліматограма Зволена | Кліматограма Зволена | Кліматограма Зволена | Кліматограма Зволена | Кліматограма Зволена | Кліматограма Зволена | Кліматограма Зволена | Кліматограма Зволена | Кліматограма Зволена | Кліматограма Зволена |
| --- | -------------------- | -------------------- | -------------------- | -------------------- | -------------------- | -------------------- | -------------------- | -------------------- | -------------------- | -------------------- | -------------------- |
| С | Л                    | Б                    | К                    | Т                    | Ч                    | Л                    | С                    | В                    | Ж                    | Л                    | Г                    |
| 52 0 −6 | 51 2 −5              | 57 8 −1              | 70 14 4              | 105 19 8             | 100 22 12            | 105 23 14            | 89 23 14             | 75 19 9              | 66 13 5              | 70 7 1               | 57 1 −4              |
| Середня макс. і мін. температури повітря (°C) Атмосферні опади (мм), за рік : 897 мм. Джерело: «Climate-Data.org» (англ.) |                      |                      |                      |                      |                      |                      |                      |                      |                      |                      |                      |

## Історія

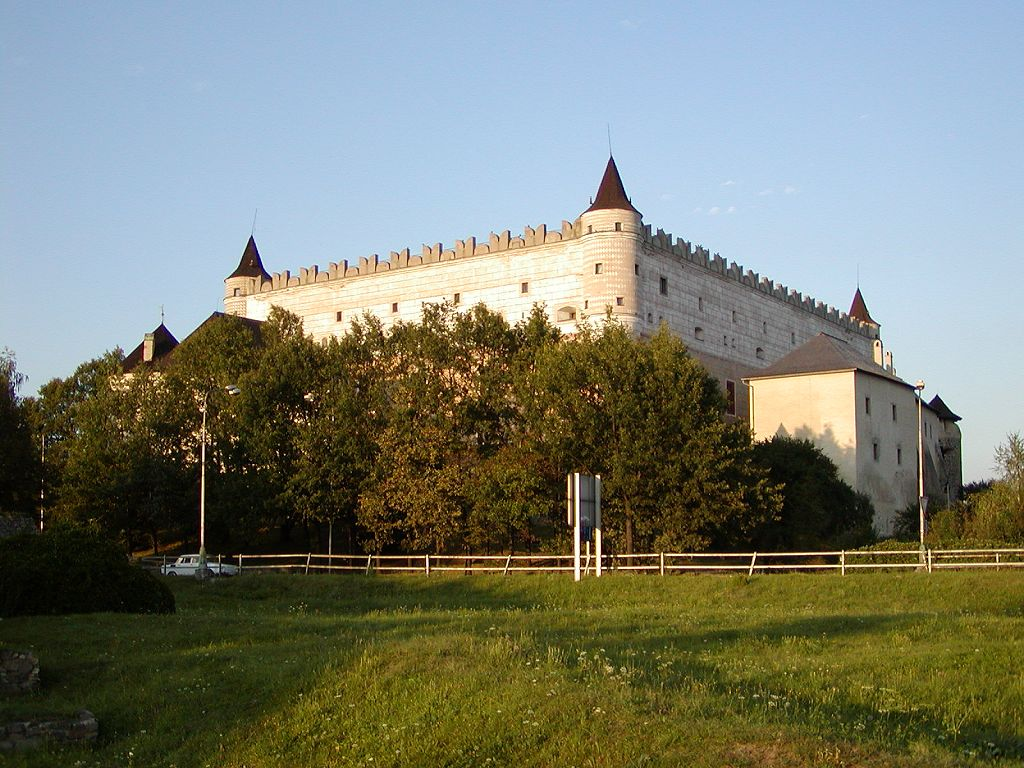
Зволенський замок

Територія між річками Грон і Слатіна почала освоюватися ще в епоху неоліту. Приблизно в VI столітті її заселили слов'янські племена і створили перше укріплене поселення на лівому березі Слатіна. В 1241 році фортецю зруйнували татаро-монголи. Після цього набігу поселення перенесли на нинішнє місце.
У 1243 році король Бела IV дарував Зволену міські права, і незабаром місто стало столицею угорської жупи. З 1440 по 1452 рік Зволен був резиденцією Яна Іскри з Брандиса — верховного гетьмана угорського короля в Словаччині. На початку XVI століття замок перейшов до рук Яна Турзо, який перебудував і зміцнив його таким чином, щоб він міг витримати напад турецьких військ. Після того як стратегічне значення фортеці було втрачено, Зволен перетворився в тихе, переважно сільськогосподарський містечко, яке стало центром народних промислів.
Наприкінці XIX століття в місті почала розвиватися машинобудівна і деревообробна промисловість. Після завершення будівництва залізниці Зволен став важливим транспортним вузлом.

## Населення
| Рік:            | 1994.  | 2004.   | 2014.   | 2024.   |
| --------------- | ------ | ------- | ------- | ------- |
| Кількість осіб: | 44 163 | 43 272  | 43 047  | 39 175  |
| Різниця:        |        | -2,01 % | -0,51 % | -8,99 % |

| Рік:            | 2023.  | 2024.   |
| --------------- | ------ | ------- |
| Кількість осіб: | 39 453 | 39 175  |
| Різниця:        |        | -0,70 % |

## Міста-побратими
- Іматра, Фінляндія[4]
- Агросd, Кіпр
- Алтеа, Іспанія
- Бад-Кецтінг, Німеччина
- Бандоран, Ірландія
- Белладжо, Італія
- Гольстебро, Данія
- Гранвіль, Франція
- Зволень, Республіка Польща[4]
- Карккіла, Фінляндія
- Кесег, Угорщина
- Марсаскала, Мальта
- Мерссен, Нідерланди
- Нідеранвен, Люксембург
- Прахатиціd, Чехія[4]
- Превеза, Греція
- Пренай, Литва
- Ровінь, Хорватія
- Рокишкіс, Литва[6]
- Рівне, Україна (16 червня 1998)[5][4]
- Сезімбра, Португалія
- Серет, Румунія
- Сушицеd, Чехія
- Сігулда, Латвія
- Тоткомлош, Угорщина[4]
- Трявна, Болгарія
- Тюрі, Естонія
- Уффалізd, Бельгія
- Хойна, Республіка Польща
- Шерборн, Велика Британія
- Шкоф'я-Лока, Словенія
- Юденбург, Австрія

## Пам'ятки
- Зволенський замок
- Безлюдний замок (Старий Зволенський замок)
- Церква Святої Трійці (1785)

## Спорт
- ХК «Зволен»